# America: il film
America: il film (America: The Motion Picture) è un film d'animazione del 2021 diretto da Matt Thompson.
Il film racconta una versione caricaturata in chiave supereroistica della Rivoluzione Americana.

## Trama
In una dimensione alternativa, George Washington è costretto a dichiarare guerra all'Inghilterra con lo scopo di liberare le tredici colonie americane dagli inglesi. Le motivazioni che portano George Washington a muovere guerra contro Londra sono il rapimento di sua moglie Martha e l'assassinio di Abe Lincoln. Dietro questi delitti c'è la mano del licantropo Benedict Arnold, ex alleato di Washington e Lincoln che ha tradito i coloni ed è passato dalla parte degli Inglesi.
Per compiere la sua missione; George Washington assolda l'artificiere Sam Adams, la scienziata di origini cinesi Thomas Edison, il cavaliere "razzista" più veloce delle colonie Paul Revere, il capo nativo-americano Geronimo e il fabbro John Henry (soprannominato Blacksmith) per girare le tredici colonie americane e reclutare soldati volenterosi di combattere nella Rivoluzione Americana contro l'esercito britannico per ottenere l'indipendenza da Londra.
Il gruppo non può più essere diverso e sgangherato di quanto lo siano i suoi membri, ma ad unire i ribelli c'è una motivazione comune: una montante insofferenza per il dominio britannico, incarnato dai militari in giubba rossa che gli americani chiamano la "Polizia del Divertimento": i coloni accusano il governo di Londra di reprimente ogni libertà e ogni divertimento imponendo leggi assurde e tasse esageratamente alte, Thomas Edison (in quanto donna e scienziata) è accusata di essere una strega dai Britannici e Geronimo nutre vendetta contro gli inglesi poiché questi hanno privato i nativi americani delle loro terre.
L'esercito rivoluzionario incontra due grossi problemi: da un lato, la mancanza di carisma da parte di George Washington porta molti soldati a dubitare di volere realmente l'indipendenza da Londra; dall'altro lato, una serie di divergenze di opinione su come organizzare l'esercito da parte dei sodali di Washington porta ad una divisione dell'esercito e con uno sconfortato George Washington che si vede costretto a muovere guerra con pochi fedelissimi.
Arriva il giorno della battaglia finale: gli inglesi marciano con un esercito organizzato in diversi quadrati, mentre George Washington si muove con un piccolo esercito di fedelissimi animati dallo spirito di morire come uomini liberi da parte del leader. La battaglia si volge subito a favore degli inglesi: quando ogni speranza sembrava perduta, i sodali di Washington intervengono provvidenzialmente per volgere lo scontro a fare dell'esercito rivoluzionario, opportunamente armato e motivato dai colleghi del leader. Il capo delle giubbe rosse, sentendosi con le spalle al muro, decide usare l'arma più potente nelle mani dell'esercito britannico: delle gigantesche bustine di tè, che immerse nelle nubi trasformano l'acqua piovana in tè, questo tè piovano a contatto con la pelle dei non-inglesi trasforma i ribelli in britannici. Tuttavia i coloni riescono a distruggere le bustine di te grazie ad un'invenzione preparata sul momento da Thomas Edison. Dopo aver fallito con il tè; il capo dell'esercito britannico scende sul campo, insieme al suo pallone da calcio-segugio, per affrontare direttamente George Washington. Il capo dei coloni ribelli scopre che il suo omologo britannico non è il Re d'Inghilterra, ma Benedict Arnold: il colone traditore, la sera prima della battaglia, aveva ucciso il Re Giacomo ed aveva assunto personalmente il comando dell'esercito britannico. Lo scontro tra i due leader militari si rivela ostico; ma grazie ad un bossolo d'argento forgiato da John Henry, George Washington riesce ad uccidere Benedict Arnold e ad ammazzare il pallone da calcio-segugio. La guerra è definitivamente vinta dagli americani.
Una volta sistemato il campo di battaglia e ottenuta l'indipendenza da Londra, George Washington viene eletto primo Presidente degli Stati Uniti d'America e il giorno del suo insediamento tiene un discorso alla nazione in cui afferma che l'America è la terra degli Uomini Liberi. Dal pubblico presente si alza un'obiezione: un afro-americano chiede se saranno liberi anche gli schiavi. George Washington risponde tentennando e un'altra obiezione viene sollevata: una ragazza chiede se le donne avranno pari diritti con gli uomini in America e il neo-presidente non sa come rispondere. Un nativo-americano chiede se in America quelli del suo popolo riavranno le terre che gli inglesi avevano a loro sottratto, un reduce di guerra chiede se può tenersi il fucile in casa allo scopo di difendere la sua proprietà, un omosessuale chiede se potrà sposarsi con il suo ragazzo, domanda a cui risponde una donna ultra-religiosa pestando il gay con una bibbia.
Il discorso di insediamento di George Washington devolve in una rissa tra i partecipanti alla cerimonia e con il neo-presidente che commenta sbigottito la lite scoppiata davanti ai suoi occhi.

## Produzione
Nel marzo 2017, i produttori Phil Lord e Christopher Miller hanno annunciato che avrebbero prodotto un film d'animazione Netflix originale intitolato America: The Motion Picture con Will Allegra, Matt Thompson, Adam Reed, Channing Tatum, Reid Carolin e Peter Kiernan come doppiatori. La sceneggiatura è stata scritta da David Callaham mentre Thompson è il regista.

## Distribuzione
Il film è stato pubblicato su Netflix, in tutti i paesi in cui è disponibile, il 30 giugno 2021.